# KaOS
KaOS是一個獨立的Linux發行版（即操作系统），搭載最新版本的KDE Plasma桌面環境及一些常見軟件。
KaOS受Arch Linux啓發，配有和後者一致的包管理器pacman，但採用自有的軟件倉庫
儘管KaOS目前基於Linux內核，但開發者正在「不斷地評估」illumos內核，以期在未來切換內核。

## 历史
KaOS的首個版本發佈於2013年，當時其名爲「KdeOS」。爲避免其名字與桌面環境KDE之間的混淆，KaOS在同年九月開始採用目前的名字。

## 功能特性
KaOS最重要的特點之一是其預設搭載的KDE Plasma桌面環境。
KaOS通過ISO映像進行分發，支持且僅支持64位架構的中央處理器。
KaOS項目的目標是「儘可能地創造最高質量的發行版」。

## 評價
Hectic Geek在2014年評價了KaOS，認爲其不是很快，但包括所有必要的应用程序。
在DistroWatch的週報中，Jesse Smith評價了KaOS的2014.04版本，認爲KaOS的功能運行良好。 
Robert Rijkhoff也爲DistroWatch週報審閱了KaOS的2017.09版本。他说，"KaOS似乎试图變得與衆不同"。
來自Linux.com的Jack Wallen在2016年時評論稱KaOS相當漂亮。

## 外部連結
- 官方网站
- KaOS论坛[永久]
- KaOS在DistroWatch上的页面